# Envoi (single)
Envoi is een single van de Belgische band Absynthe Minded. De tekst van het nummer is gebaseerd op een gedicht van wijlen Hugo Claus. Het nummer staat op het vierde titelloze studioalbum van de band. De single werd een nummer 1-hit in de Ultratop 50 (Vlaanderen) en stond 31 weken lang bij de bovenste 50. Eind 2009 werd het nummer genomineerd voor een MIA in de categorie Hit van het jaar. Op 8 januari 2010 bracht de band de award, naast drie andere beeldjes mee naar huis.